# Laviana
Laviana (officiellement Llaviana) est une commune (concejo) située dans la communauté autonome des Asturies en Espagne.

## Géographie

### Terrain et sol
Le sous-sol, principalement composé de calcaire, d'ardoise et de grès, est typique de la région. Les plus hauts sommets sont la Peña Mea (1 560 m), la Triguera (1 291 m), la Xamoca (1 288 m) et le Tres Concejos (1 097 m).

### Cours d'eau
La commune est traversée par la rivière Navia. Les rivières Xerra, La Pontona, Tisaña, Soto, El Raigusu, Villoría et Rimontán contribuent à l'impressionnante formation du paysage.

### Climat
Comme dans une grande partie des Asturies, la proximité du Gulf Stream fait que le climat est presque méditerranéen, avec des étés chauds et secs, mais des hivers froids, avec des tempêtes relativement fortes en automne.

### Paroisses civiles
La commune comprend les paroisses suivantes (Nb d'habitants en 2014) : 
- Carrio - 123
- Condado (El Condao) - 596
- Entralgo (Entrialgo) - 245
- Lorío (Llorío) - 682
- Pola de Laviana (La Pola Llaviana/Pola de Laviana) - 9151

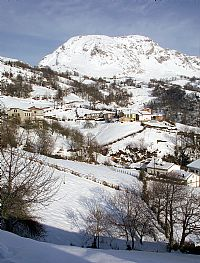
Montagne Peñamayor, à Llaviana.

- Tiraña - 1804
- Tolivia - 187
- Villoria - 1003

## Politique
| Élections municipales            |      |      |      |      |      |      |      |      |      |      |
| Parti                            | 1979 | 1983 | 1987 | 1991 | 1995 | 1999 | 2003 | 2007 | 2011 | 2015 |
| PSOE                             | 8    | 10   | 7    | 7    | 7    | 8    | 8    | 8    | 8    | 8    |
| AP / PP                          |      | 3    | 1    | 2    | 4    | 4    | 4    | 5    | 3    | 2    |
| PCE / IU / IU-BA / IU-Los Verdes | 5    | 4    | 5    | 6    | 6    | 3    | 4    | 3    | 3    | 4    |
| FAC                              |      |      |      |      |      |      |      |      | 3    | 1    |
| PAS / URAS-PAS                   |      |      |      |      | 0    | 1    | 0    | 1    | 0    |      |
| URAS / URAS-PAS                  |      |      |      |      |      | 1    | 1    | 1    | 0    |      |
| UCD / CDS                        | 4    |      | 1    | 1    |      |      |      |      |      |      |
| GIL                              |      |      | 3    | 1    |      |      |      |      |      |      |
| Podemos Asturias                 |      |      |      |      |      |      |      |      |      | 2    |
| Total                            | 17   | 17   | 17   | 17   | 17   | 17   | 17   | 17   | 17   | 17   |